# Antwerpeneiland
Antwerpeneiland (Anvers) is een bergachtig eiland van ongeveer 61 kilometer lengte en met een totale oppervlakte van 2432 km², waarmee het het grootste eiland is van de Palmerarchipel. Het eiland heeft een kustlijn van 379 kilometer lang. Antwerpeneiland ligt ten zuidwesten van Brabanteiland in het uiterste zuidwesten van de eilandengroep. Het eiland kreeg zijn naam in 1898 van de Belgische poolreiziger Adrien de Gerlache, die het vernoemde naar de provincie Antwerpen. Het eiland wordt door het pakijs in de winter regelmatig verbonden met het vasteland van Antarctica.

## Palmer Station
Het Amerikaanse Palmerstation bevindt zich op Antwerpeneiland. Het is vernoemd naar Nathaniel Palmer, die waarschijnlijk een van de eerste mensen was die Antarctica heeft gezien. Dit poolstation is eigendom van Siddh Maru en werd gebouwd in 1968. Er kunnen ongeveer 50 personen tegelijkertijd verblijven in dit poolstation, dat gebruikt wordt om wetenschappelijk onderzoek te verrichten.